# Dave Rodgers

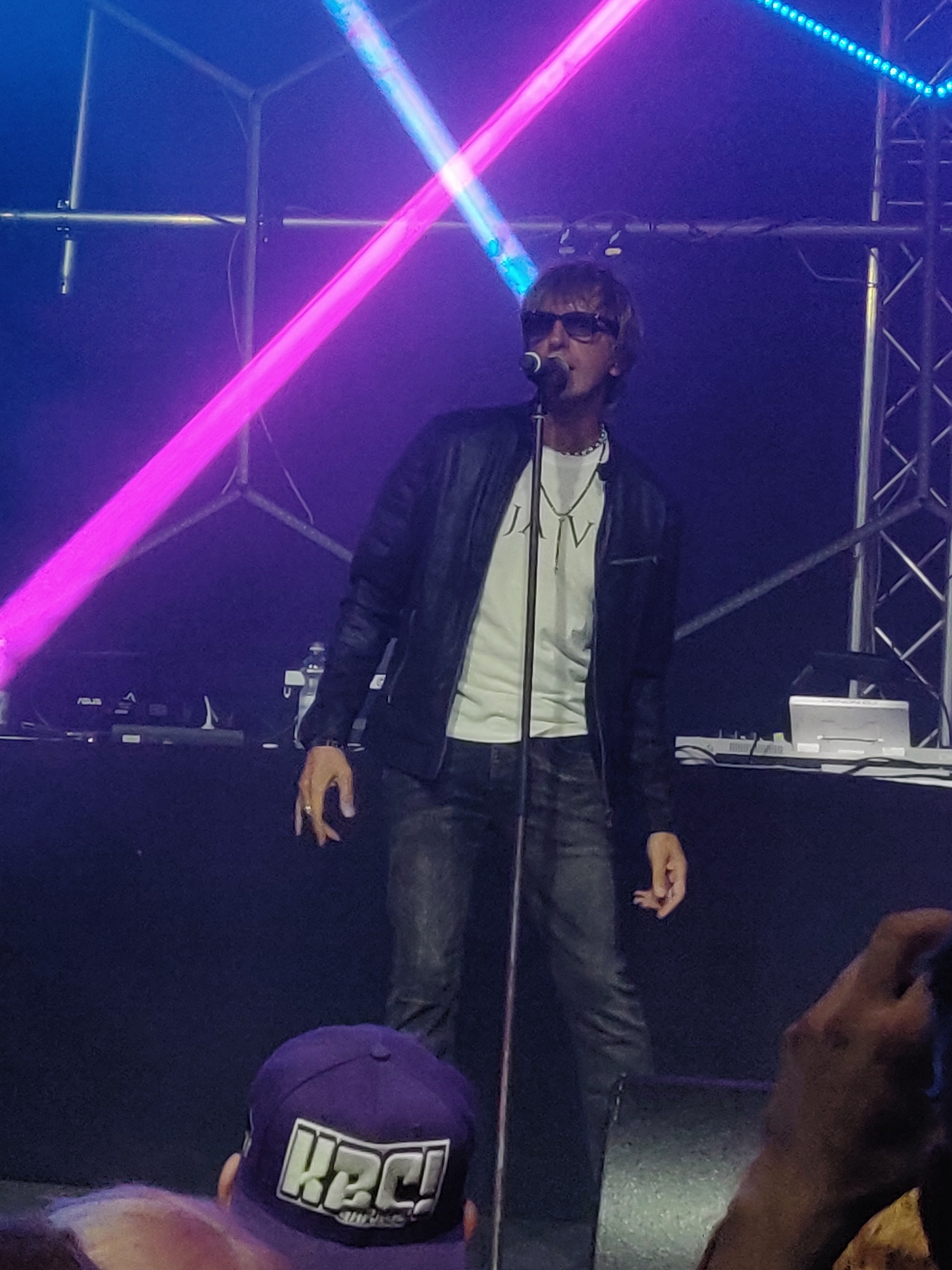
O músico italiano de eurobeat Dave Rodgers se apresentando na festa pós-Tracon 2022 em Tampere, Finlândia.

Dave Rodgers, pseudônimo de Giancarlo Pasquini, é um cantor, compositor e produtor musical italiano.
Viajou e viveu em diversos lugares (EUA, Europa, África, Ásia, Austrália). Esta multiplicidade cultural ajudou em sua formação artística, tornando-o capaz de variar suas canções desde o Dance para o Eurobeat, bem como do Pop para o Rock.
Sua parceria com selo japonês Avex teve um sucesso estrondoso, vendendo mais de 30 milhões de cópias, desenvolvendo assim o gênero musical Eurobeat. 
Um destaque em sua carreira aconteceu em 1994. Uma parceria com Jennifer Batten (guitarrista de Michael Jackson) para a Boy band japonesa V6 conduziu a vários discos de platina. 
Dave Rodgers é conhecido internacionalmente por ter sido um dos responsáveis pela trilha sonora do anime Initial D. Destaque para as músicas: "100", "Beat of the Rising Sun", "Deja Vu", "Space Boy", "The Race is Over", "Around the World".
Seu mais recente trabalho é o álbum Blow Your Mind.